# Braunkappen-Waldsänger

Verbreitung

Der Braunkappen-Waldsänger (Myioborus brunniceps) ist ein kleiner Singvogel aus der Gattung Myioborus in der Familie der Waldsänger (Parulidae). Das Verbreitungsgebiet befindet sich in den Anden von Bolivien und Argentinien. Die IUCN listet die Art als „nicht gefährdet“ (least concern).

## Merkmale
Braunkappen-Waldsänger erreichen eine Körperlänge von 13 Zentimetern. Die Flügellänge beträgt bei den Männchen 6,1 bis 6,6 Zentimeter; bei den Weibchen 5,9 bis 6,0 Zentimeter. Bei den erwachsenen Tieren und Jungvögeln ab dem ersten Jahr ist das Kopfgefieder mit einem rötlich-braunen Kronenfleck grau und die Stirn und Zügel schwärzlich-grau.
Auffallend ist der weiße Strich über den Zügeln und der unterbrochene weiße Augenring. Das Oberseitengefieder ist grau mit deutlich abhebenden oliven Flecken auf dem Mantel. Der Rücken und Rumpf ist oliv getönt, jedoch grauer als der Mantel. Die Flügel sind schwärzlich mit schmalen grauen Federrändern. Das Unterseitengefieder ist gelb. Der Schwanz ist schwärzlich mit weißen äußeren Federn. Die Unterschwanzdecken sind weiß, der Schnabel und die Beine schwärzlich.

## Vorkommen, Ernährung und Fortpflanzung
Braunkappen-Waldsänger bewohnen Waldränder, Bergwälder sowie Rodungen in Höhen von 1400 bis 3200 Metern. In Argentinien sind sie meist in Höhen von 1400 bis 1700 Metern vorzufinden. Im Departamento Cochabamba in Bolivien kommen sie manchmal auch in 3800 Metern Höhe vor und ziehen im Süden Boliviens außerhalb der Brutzeit bis zu einer Höhe von 400 Metern.
Ihre aus Insekten bestehende Nahrung suchen sie in den unteren und mittleren Regionen der Vegetation meist in Höhen von 2 bis 8 Metern. Bei ihren Streifzügen sind sie gewöhnlich paarweise oder in kleinen Gruppen – oft mit anderen Vogelarten – zu beobachten. Sie können aber auch als Einzeltiere vorkommen.
Über den Nestbau und den Brut- und Nestlingszeiten gibt es keine Untersuchungen. Gerade flügge gewordene Jungvögel wurden im Januar und Februar im Departamento Tarija in Bolivien gesehen.

## Systematik
Der Tepuiwaldsänger (Myioborus castaneocapillus) wurde früher mit dem Braunkappen-Waldsänger zu einer Art zusammengefasst. Durch die disjunkte Verbreitung und wegen unterschiedlicher Stimmlaute wurde der Tepuiwaldsänger als eigenständige Art erfasst, obwohl beide Arten unzweifelhaft nah verwandt sind und möglicherweise Schwesterarten sind.